# Pearl-und-Hermes-Atoll
Das Pearl and Hermes Atoll, früher auch Pearl and Hermes Reef oder Pearl and Hermes Group, (hawaiisch: Holoikauaua) ist ein unbewohntes Atoll im Pazifischen Ozean das geographisch zu den nordwestlichen Hawaii-Inseln und politisch zum US-Bundesstaat Hawaii gehört.

## Geographie
Pearl and Hermes ist ein geologisch weit fortgeschrittenes Atoll, das zum Archipel der nordwestlichen Hawaii-Inseln zählt und zwischen Lisianski im Südosten und Midway im Nordwesten liegt. Das Atoll misst einschließlich der Lagune 32 × 18 Kilometer und hat eine Fläche von 447 km². Der zentrale Vulkan, der einst die Atollbildung auslöste, ist vollständig unter dem Meeresspiegel versunken und es ist nur noch der – im Westen und Nordwesten unterbrochene – Kranz von Korallenriffen verblieben, dem mehrere Motus und Sandbänke aufsitzen. Deren Anzahl wechselt, da sie dynamische Landformen sind, die in erdgeschichtlich sehr kurzen Zeiträumen entstehen und wieder verschwinden. Kapitän Brooks von der Gambia zählte im Juli 1856 noch 12 Inseln bzw. Sandbänke.:502 Im Jahr 1915 beschrieb Carl Elschner, der mit dem Revenue-Kutter Thetis zum Pearl and Hermes Atoll kam, lediglich 6 Inseln, und die Kartenskizze der Tanager-Expedition von 1924 zeigt nur 4 Inseln.:195 Heute umfasst das Atoll 5 Motus: North Island, Little North Island (eigentlich nur eine Sandbank), South East Island, Green oder Grass Island und Seal-Kittery Island. Da alle Inseln aus Korallensand oder -trümmern aufgehäuft sind und sich nur wenige Meter über den Meeresspiegel erheben, kann sich ihre Anzahl nach dem nächsten Tsunami oder Hurrikan durchaus verändern.

### North Island
North Island liegt innerhalb des Riffkranzes in der Nordost-Ecke des Atolls. Die Insel ist ungefähr ellipsenförmig, ca. 270 m lang und 200 m breit, mit einem nach Südwesten weisenden Anhängsel, einer veränderlichen Sandbank, deren distaler Teil bei Flut unter Wasser liegt. Die dichte Vegetationsdecke, die sich in den letzten einhundert Jahren kaum verändert hat, besteht hauptsächlich aus robusten, salztoleranten Gräsern.:60:11

### Little North Island
Südlich von North Island befand sich bis zu Beginn des 20. Jahrhunderts keine Insel, Paul Simon Galtsoff vom US Fish and Wildlife Service vermerkte 1930 lediglich zwei kleine Sandbänke. Die POBSP-Expedition (Pacific Ocean Biological Survey Program) der Smithsonian Institution fand dort 1963 eine 1,5 m über dem Meeresspiegel liegende, sandige Insel vor, rund 330 m lang und 60 m breit. Sie trug eine lückenhafte, niedrige Vegetationsdecke aus vier Pflanzenarten.:42 Heute ist Little North Island erodiert und nur noch ein schmaler, vegetationsloser Sandstreifen.

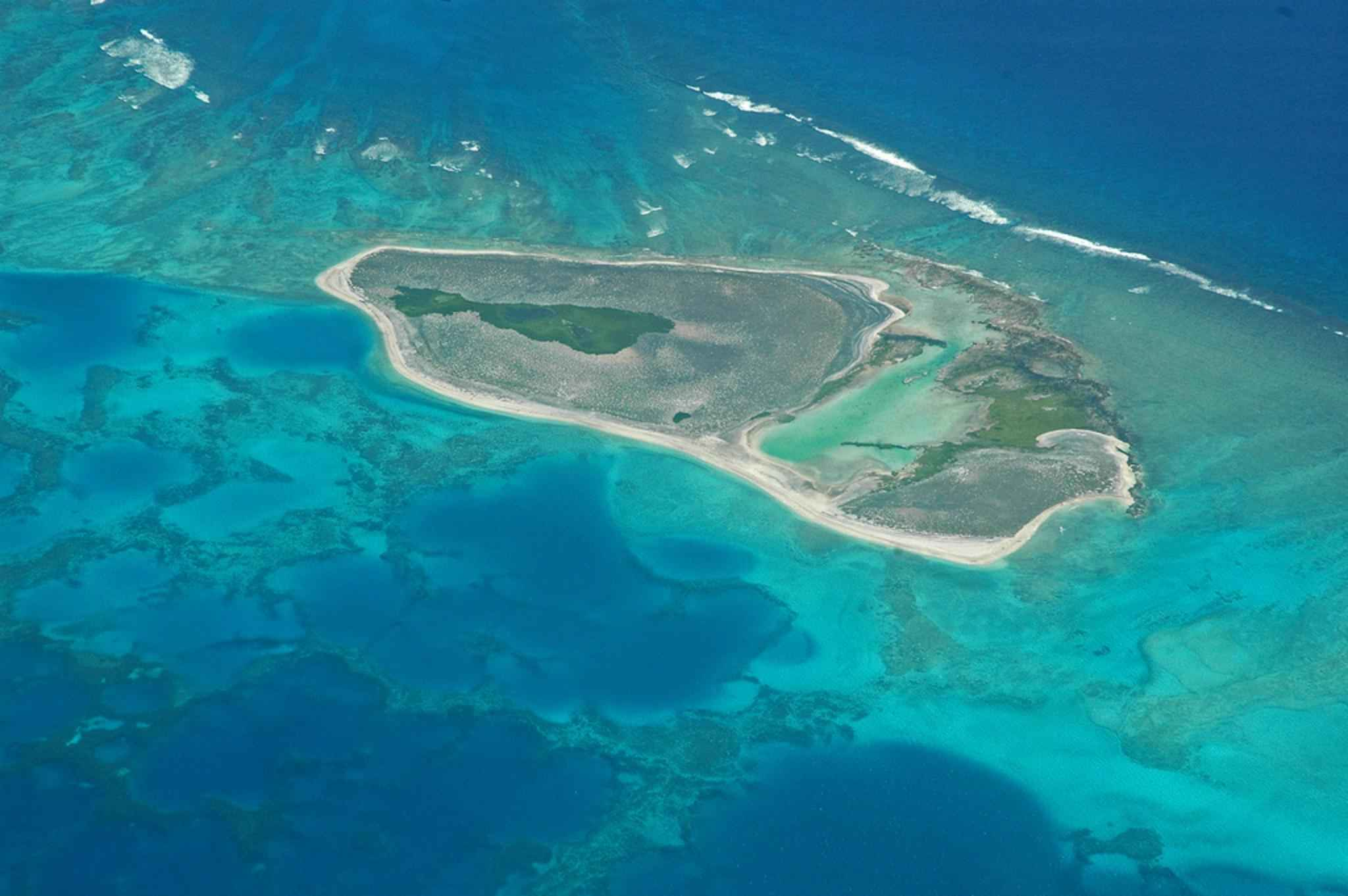
Schrägluftbild von Southeast Island

### Southeast Island
Southeast Island ist mit 18,4 ha:37 die größte Insel des Atolls und liegt, wie bereits der Name sagt, im Südosten des Riffkranzes. Eine flacher Meeresarm schneidet sie fast in zwei Teile, die nur mit einer schmalen Sandbank verbunden sind. Southeast Island misst von Ost nach West 680 m, von Nord nach Süd 340 m und ragt 3 bis 5 m über den Meeresspiegel. Vergleiche mit älteren Berichten zeigen, dass sich Form und Größe kaum verändert haben. Oberhalb der Strandbereiche sind beide Inselteile mit robusten Gräsern sowie niedrig und kriechend wachsenden Pflanzen dicht bedeckt.

### Grass oder Green Island

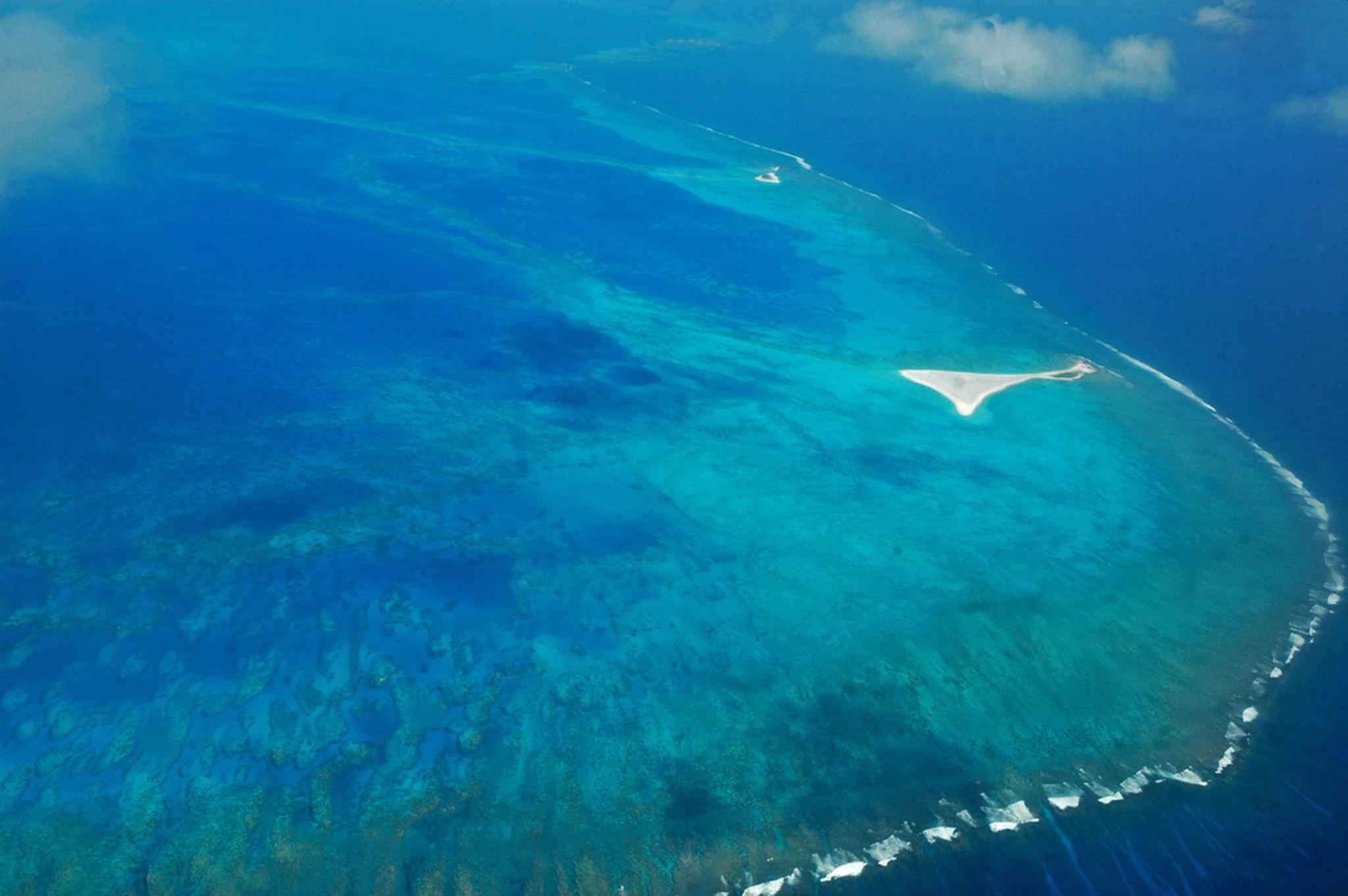
Südseite des Riffs; im Vordergrund Seal-Kittery Island, im Hintergrund Grass Island

Grass oder Green Island – beide Namen sind gebräuchlich – liegt im Süden des Riffes. Sie gleicht einem rechtwinkligen Dreieck mit den Maßen 300 × 110 m. Die Inselmitte trägt eine niedrige und lückenhafte Pflanzendecke, hauptsächlich aus Gräsern.

### Seal-Kittery Island
Seal-Kittery Island ist mit 13,7 ha:37 die zweitgrößte des Atolls. Ursprünglich waren es zwei getrennte kleine Inseln, Seal Island und Kittery Island, die heute mit einer schmalen Sandbank verbunden sind, wie neuere Satellitenaufnahmen belegen. Der südwestliche Inselteil trägt eine spärliche Vegetation, vorwiegend aus salzresistenten Gräsern.

### Weitere Inseln
Ältere Berichte erwähnen noch weitere flache Sandinseln am südlichen Riff zwischen Southeast Island und Grass Island: Bird Island, Plaintree Island, Humphrey Island und Sand Island, die aber mittlerweile unter dem Meeresspiegel verschwunden sind. Auf neueren Karten und Satellitenaufnahmen (2023) sind sie nicht mehr erkennbar. Fast jede Karte dieser Region unterscheidet sich von den vorherigen und es ist schwierig, anhand der Größe und Form zu erkennen, welche die permanenten und welche die temporären Inselchen sind.
Der fortschreitende Klimawandel wird zu einem erheblichen Verlust der ohnehin geringen Landmasse – und damit wichtiger Habitate – führen. Bei einem Anstieg des Meeresspiegels von zwei Metern verbleiben von den niedrigen Inseln des Pearl and Hermes Atolls nur noch kleine Sandbänke.:48

### Lagune
Die ausgedehnte, bis zu 31 m tiefe Lagune ist mit zahllosen Riffen gesprenkelt, die bis dicht unter die Wasseroberfläche reichen. Den Boden bedeckt ein feinkörniger Korallensand. Drei Gattungen von Steinkorallen (Scleractinia) – Porites, Montipora und Pocillopora – machen 97 % der Korallenpopulation des Riffs aus. Im Südwesten des Riffkranzes gibt es zwei schiffbare Passagen.

## Geologie
In der langgestreckten Gruppe der Hawaii-Inseln liegen die erdgeschichtlich jüngsten im Südosten, deren Alter nimmt nach Nordwesten zu. Das Pearl and Hermes-Atoll im äußersten Nordwesten entstand vor 20,6 Millionen Jahren und gehört damit zu den ältesten Inseln der Hawaii-Archipels.

## Flora

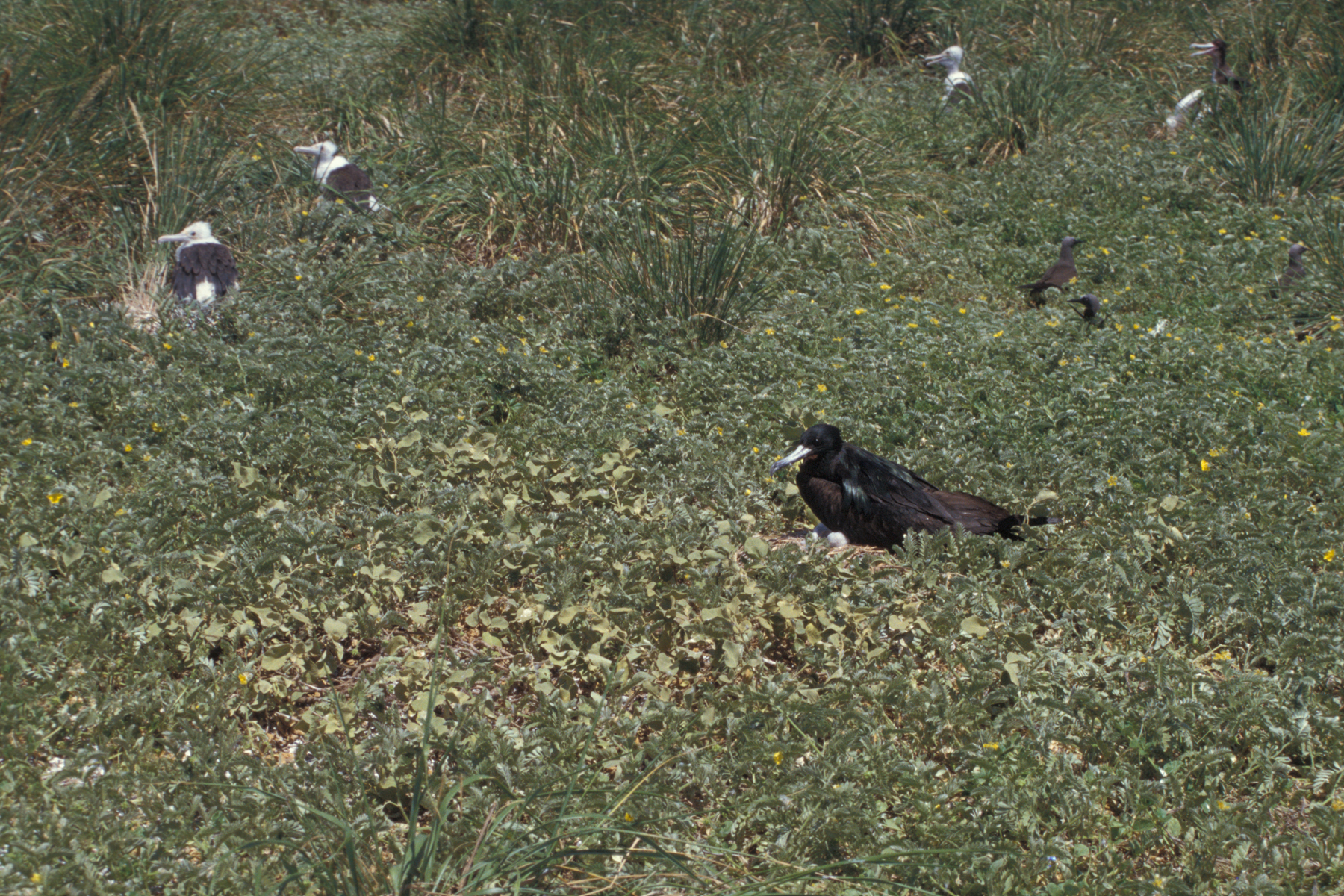
Solanum nelsonii auf North Island

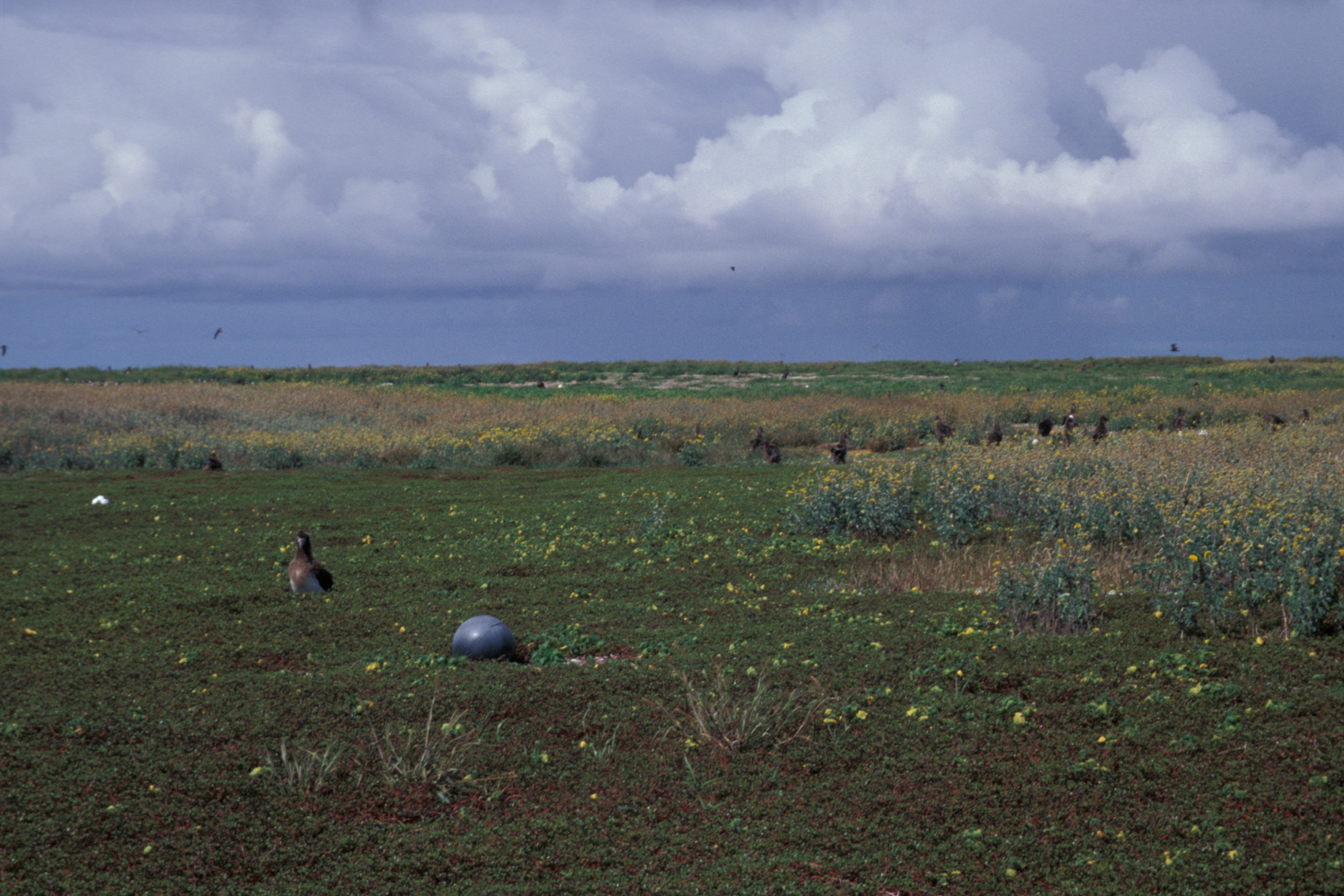
Verbesina encelioides auf Southeast Island

Die erste Anmerkung zur Vegetation stammt von dem Schiffsarzt der Brigg Rudolph, Albert G. Osbun (1787–1862), der Pearl and Hermes am 11. August 1850 aufsuchte. Er beschrieb eine der Riffinseln – welche ist nicht bekannt – als „mit grobem Gras und einer Rebe mit stacheligen Hülsen bedeckt“ (covered with coarse grass & a vine bearing prickly pod) Kapitän Brooks von der Gambia bemerkte 1859: „Die größten Inseln sind mit grobem Gras und Bäumen bedeckt“ (The largest islands are covered with coarse grass and trees).:502 Hugo Schauinsland identifizierte 1899 anhand eines Fotos Solanum laysanense (syn. Solanum nelsonii) als eine auf Pearl and Hermes häufig vorkommende Pflanze: „. . . aus einer Photographie ersehe ich, dass diese Pflanze [Solanum laysanense Bitter nov. spec.] auf Pearl and Hermes Reef in Mengen und in grosser Ueppigkeit vorzukommen scheint; sie bedeckt dort den Boden stellenweise mit einem dichten, niedrigen Gebüsch“.
Detaillierte Informationen der Flora des Pearl and Hermes Atolls lieferte erst die Forschungstätigkeit des 20. Jahrhunderts. An der Tanager-Expedition von 1923 nahmen auch die Botaniker Erling Christophersen und Edward Leonard Caum teil, die North Island, Southeast Island und Seal Island erforschten. Sie stellten insgesamt 11 Pflanzenarten fest. Am häufigsten waren die Gräser Eragrostis variabilis und Lepturus repens. Die Botaniker identifizierten auch das Nachtschattengewächs Solanum nelsonii.:44
Eine ausführliche Dokumentation der ursprünglichen Flora und Fauna der Riffinseln stammt von dem Ökologen A. Binion Amerson. Sie fußt auf den Ergebnissen von Wissenschaftlern, die zwischen 1963 und 1968 das Pearl and Hermes Atoll im Auftrag der Smithsonian Institution als Teil des biologischen Forschungsprogramms tropischer pazifischer Inseln (Pacific Ocean Biological Survey Program) mehrmals besuchten.
Amerson beschreibt insgesamt 25 Gefäßpflanzen aus 17 Familien, die auf den Riffinseln vorkommen. Eine rankende Art, Sicyos caumii (syn. Sicyos maximowiczii) aus der Familie der Kürbisgewächse (Cucurbitaceae), ist endemisch. Es gibt allerdings nahe Verwandte auf anderen Hawaii-Inseln. Wahrscheinlich ist es die Pflanze, die Albert G. Osbun hundert Jahre zuvor als „Rebe“ bezeichnete. 
Weitere, häufig vorkommende Arten sind:
- Ziegenfuß-Prunkwinde (Ipomoea pes-caprae)
- Tribulus cistoides
- Boerhavia repens
- Lepidium bidentatum
- Sesuvium portulacastrum und
- mehrere Potulaca-Arten[18]

Ein Versuch im Jahr 1928 mit der Anpflanzung von Kasuarinen auf den baumlosen Motus schlug fehl, die Bäume wuchsen nicht an.:198
Mittlerweile ist die ursprüngliche Vegetation der Inseln stark von invasiven Arten bedroht. Insbesondere die zur Familie der Korbblütler (Asteraceae) zählende Verbesina encelioides ist hoch aggressiv. Sie erzeugt allelopathische chemische Verbindungen, die das Wachstum anderer Pflanzenarten stören. Noch Ende des 20. Jahrhunderts war sie auf den Riffinseln unbekannt, mittlerweile droht sie die altheimische Flora des Pearl and Hermes Atolls zu verdrängen. Auf Southeast Island ist sie bereits die dominierende Pflanzenart.:39 Eine ebenfalls relativ neue, invasive Art ist die Quirlige Borstenhirse (Setaria verticillata).

## Fauna

### Meeresfauna
Im Umfeld des Pearl and Hermes Atolls existiert eine zahlreiche und vielfältige Meeresfauna. Das Atoll hat den größten Fischbestand und die höchste Anzahl an Fischarten aller nordwestlichen Hawaii-Inseln. Pearl und Hermes ist ein Paarungsgebiet für den Spinnerdelfin.
Die Lagune des Atolls ist die einzige Region in den Vereinigten Staaten, in der Perlmuscheln – die Große Seeperlmuschel (Pinctada margaritifera) – in einem natürlichen Habitat vorkommen. Bereits 1930 wurden die Muschelbänke unter Schutz gestellt, da die Perlenfischerei in den Jahren 1927 bis 1929 die Bestände bedrohlich reduziert hatte. Der heutige Bestand an Muscheln am Pearl and Hermes Atoll wird auf etwas mehr als 1000 Exemplare geschätzt. Sie kommen in der gesamten inneren Lagune vor, mit der größten Dichte im Nordöstlichen und östlichen Bereich.
Die Hawaii-Mönchsrobbe (Neomonachus schauinslandi, syn. Monachus schauinslandi) und die Grüne Meeresschildkröte (Chelonia mydas) werden in der Lagune und auf den Motus häufig beobachtet. Die Hawaii-Population der Grünen Meeresschildkröte ist die einzige, die außerhalb des Wassers schläft. Wahrscheinlich ist dieses ungewöhnliche Verhalten eine Schutzmaßnahme vor der Bedrohung durch die häufigen Tigerhaie. Üblicherweise sonnen sich die Tiere auf den Sandbänken. Auf Pearl and Hermes wurde allerdings 1982 eine Schildkröte beobachtet, die sich auf einem Nest aus alten Fischernetzen in einem Schiffswrack ausruhte.:76 Ebenfalls erwähnenswert ist eine Unterart des Sanddollars (Clypeaster eurypetalus) die in der Lagune in einer außergewöhnlich großen Variante vorkommt.

### Vögel
Meeresvögel sind auf den Riffinseln, die sie als Nist- und Ruheplätze nutzen, besonders zahlreich. Insgesamt wurden 37 Arten aus 14 Familien gezählt, von denen 17 auf den Inseln brüten, die übrigen 20 Arten sind Migranten oder eingeführte Spezies.:69
Brutgebiete sind prinzipiell alle Inseln, aber die meisten Vogelarten nisten auf Southeast Island. Die häufigsten Brutvögel sind:76:
- Schwarzfußalbatros (Phoebastria nigripes), die dominierende Art
- Laysanalbatros (Phoebastria immutabilis)
- Maskentölpel (Sula dactylatra) und Rotfußtölpel (Sula sula)
- Boninsturmvogel (Pterodroma hypoleuca) und Bulwersturmvogel (Bulweria bulwerii)
- Weihnachtssturmtaucher (Puffinus nativitatis)
- Rotschwanz-Tropikvogel (Phaethon rubricauda)
- Weißbauchtölpel (Sula leucogaster)
- Bindenfregattvogel (Fregata minor).

1967 wurden Laysangimpel (Telespiza cantans) und Laysanenten (Anas laysanensis) angesiedelt, da deren ursprüngliches Habitat bedroht schien. Die Laysangimpel haben sich mittlerweile zu einer stabilen Population auf vier Riffinseln – Southeast Island, North Island, Grass Island und Seal-Kittery Island – entwickelt. Der Import der Laysan-Ralle (Zapornia palmeri, syn. Porzana palmeri) von Midway im Jahr 1929 schlug fehl, die Vögel waren bereits ein Jahr später nicht mehr nachweisbar.:145–146

## Geschichte
Ob das  Pearl and Hermes Atoll bereits den Ureinwohnern Hawaiis bekannt war ist unklar, archäologische Relikte, die auf die Anwesenheit von Polynesiern hinweisen könnten, wurden bislang nicht gefunden.

### Entdeckung
Das Atoll ist nicht nach den dort vorkommenden Perlmuscheln benannt, sondern nach den britischen Walfangschiffen Pearl (Kapitän E. Clark) und Hermes (Kapitän John Taylor). Die beiden Schiffe gingen gemeinsam auf Walfang und befanden sich – nach einem Zwischenaufenthalt in Honolulu – auf der Passage zu den neu entdeckten Fanggründen vor den japanischen Inseln. Am Morgen des 26. April 1822 havarierte die Pearl an einem bis dahin unbekannten Riff. Als die Hermes ihr zur Hilfe eilte, lief sie ebenfalls auf. Beide Schiffe wurden so schwer beschädigt, dass sie aufgegeben werden mussten, doch alle 57 Besatzungsmitglieder konnten sich auf eine der Riffinseln retten. Mit geborgenen Ausrüstungsteilen errichteten sie ein Camp und begannen unverzüglich, unter Anleitung des Schiffszimmermanns James Robinson von der Hermes, aus den Wrackteilen der beiden Schiffe einen Schoner von 30 Tonnen zu bauen, den sie Deliverance (zu deutsch: Errettung) tauften. Kurz vor der Fertigstellung wurden die Schiffbrüchigen von der Earl of Morby gesichtet und evakuiert. Robinson und weitere elf Besatzungsmitglieder blieben jedoch, um die Deliverance fertigzustellen und segelten damit sicher nach Honolulu. James Robinson und Robert Lawrence, ebenfalls ein Schiffszimmermann, verkauften den Schoner und gründeten mit dem Erlös und der wohlwollenden Unterstützung von König Kamehameha II. in Honolulu eine Schiffswerft. Robinson wurde später ein wohlhabender Geschäftsmann und einflussreiches Mitglied der Gemeinde. Im Juni 2005 fuhr ein Team des Maritime Heritage Program der National Oceanic and Atmospheric Administration an Bord des NOAA-Forschungsschiffs Hiʻialakai (ex USCGC Vindicator) zu den Nordwestlichen Hawaii-Inseln, um während einer 25-tägigen Reise nach Schiffswracks zu suchen. Die Unterwasserarchäologen haben die Wracks der Pearl und der Hermes an der Südostseite des Riffs identifiziert und die Fundlage dokumentiert.
Der US-amerikanische Forscher Benjamin Morrell erreichte am 8. Juli 1825 während seiner zweiten Reise mit dem US-amerikanischen Schoner Tartar das Pearl and Hermes Atoll und entdeckte die beiden Wracks. In der Lagune fand er in geringer Wassertiefe Perlmuscheln (Pinctada) und Beche de Mer (Seegurken, die in Asien zu einem Gericht zubereitet werden) sowie Fische, Schildkröten und Robben in großer Menge.

„These dangerous reefs lie so low, and so near the surface of the water, that the wreck of the Pearl was seen by the man at our mast-head before he discerned the land, which cannot be seen more than six or seven miles from a ship's top.
Diese gefährlichen Riffe liegen so niedrig und so dicht unter der Wasseroberfläche, dass der Mann an unserem Masttopp das Wrack der Pearl sah, bevor er das Land wahrnahm, das von einem Schiffsdeck aus höchstens sechs oder sieben Meilen Entfernung zu sehen ist.“

### Guano und Vogelfedern
Der Schoner Manuokawai unternahm unter dem Kommando von John Paty vom 16. April bis 5. Juni 1857 eine Reise zu den nordwestlichen Hawaii Inseln, um sie auf Guano-Vorkommen zu untersuchen. Er umrundete das Pearl and Hermes Atoll und ermittelte die geografischen Koordinaten, fand aber keinen geeigneten Ankerplatz.
Die Exploration von Gunao-Vorkommen war ebenfalls Zweck einer Rundreise, die die Bark Gambia unter dem Kommando von Kapitän N. C. Brooks vom 26. April bis 7. August 1859 u. a. auch zum Pearl and Hermes Atoll führte.

„There being deposits of guano on the islands, possession was taken of the group in the name of citizens of the United States, and notices to that effect left on each.
Da es auf den Inseln Guanovorkommen gab, wurde die Gruppe im Namen der Bürger der Vereinigten Staaten in Besitz genommen und auf jeder dieser Inseln entsprechende Mitteilungen hinterlassen.“

Die Inbesitznahme erfolgte auf der Grundlage des Guano Islands Acts von 1856, der es jedem Staatsbürger der Vereinigten Staaten erlaubt, eine unbewohnte Insel zu annektieren, sofern sie keiner anderen Nation gehört. Captain Brooks war U.S.-amerikanischer Staatsbürger und die Gambia im Besitz amerikanischer Gesellschafter, auch wenn sie die Flagge des Königreiches Hawaii führte. Sowohl das Königreich Hawaii (von 1810 bis 1893) als auch die Republik Hawaii (von 1894 bis 1898) hatten es versäumt, in offiziellen Dokumenten die Inbesitznahme des Pearl and Hermes Atolls zu erklären.:11–12 Die North Pacific Phosphate and Fertilizer Company pachtete das Atoll 1894 für 25 Jahre, es kam jedoch wegen mangelnder Ergiebigkeit zu keinem Guano-Abbau.:197
Im August 1867 erkundete die Sloop USS Lackawanna auf dem Weg von Honolulu nach Midway das Pearl and Hermes Reef. Kapitän William Reynolds ließ eine Kartenskizze zeichnen, die fünf Inseln zeigt. Sie bildete die Basis für die 1868 herausgegebene Karte des United States Navy Hydrographic Office (USNHO).
Im Fin de Siècle waren Hüte mit üppigem, möglichst exotischem Federschmuck in Mode gekommen. Das hatte zur Folge, dass zu Beginn des 20. Jahrhunderts mehrere pazifische Inseln von japanischen Federsammlern für den Modemarkt heimgesucht wurden. Es ist noch unklar, wann diese Unternehmungen begannen, aber es ist nicht ausgeschlossen, dass sie die Folge der Fahrt des von Japan gecharterten, in amerikanischem Besitz befindlichen Schoners Ada waren, der von Midway zum Pearl und Hermes Atoll kam und vom 19. bis 21. Januar 1882 blieb. Die Charterer der Ada ließen Haie (für Fleisch und Flossen) und zahlreiche Schildkröten fangen sowie Bêche-de-mer und Vogelfedern sammeln. Der Begriff „sammeln“ ist beschönigend, denn die Tätigkeit fand unter unvorstellbarer Grausamkeit statt. Die Vögel wurden, manchmal noch lebendig, in kochendes Wasser geworfen und die Federn ausgerupft. Die Ada besuchte auch die übrigen nordwestlichen Hawaii-Inseln bis hinunter zu den French Frigate Shoals und machte im Mai 1882 vor der Rückkehr nach Japan ein weiteres Mal auf Midway Halt. Es kann sein, dass die Japaner durch diese Fahrt auf die hohen Gewinne aufmerksam gemacht wurden, die außerhalb der Fischerei-Saison mit dem Federhandel zu erzielen waren. Die Wilderei von Vögeln breitete sich in der Folge aus, sodass alle unbewohnten Hawaii-Inseln davon heimgesucht wurden, insbesondere Laysan, Lisianski und die French Frigate Shoals.
1898 hatten die Vereinigten Staaten Hawaii annektiert. Inzwischen hatte die Nachricht von dem massenhaften und grausamen Töten der Vögel auf den pazifischen Inseln die USA erreicht und engagierte Tierschützer intervenierten. Am 3. Februar 1909 stellte Präsident Theodore Roosevelt die nordwestlichen, unbewohnten Hawaii-Inseln und Riffe, darunter auch Perl and Hermes, als „Hawaiian Islands Bird Reservation“ unter Schutz, um das Wildern der Seevögel zu unterbinden. Franklin D. Roosevelt unterzeichnete am 25. Juli 1940 die „Presidential Proclamation No. 2416“, mit der er den Schutz auf alle Wildtiere erweiterte und den Namen des Reservats in „Hawaiian Islands National Wildlife Refuge“ änderte.
Im September 1914 kam der U.S. Revenue Cutter Thetis (der United States Revenue Cutter Service war der Vorläufer der US Coast Guard) vor dem Atoll an. Hauptzweck der Fahrt war die Überprüfung der nordwestlichen Hawaii-Inseln auf die Anwesenheit japanischer Vogelfänger. Der mitreisende Ingenieur Carl Elschner erkannte, dass das Riff „seit der Untersuchung durch die Lackawanna deutlich flacher geworden zu sein scheint“ (The reef seems to have considerably shoaled since the survey by the Lackawanna), und zog daraus die Schlussfolgerung, dass sich die Inseln und Sandbänke in einem beständigen Wandel befinden.

### Perlenfischer
1927 entdeckte Kapitän William B. Anderson vom Schoner Lanikai, der am Pearl and Hermes Atoll fischte, die ergiebigen Muschelbänke. Die neu gegründete Hawaiian Sea Products Company, mit Anderson als Vizepräsident, beantragte im Februar 1929 beim US-Landwirtschaftsministerium die Lizenz zur Erschließung der „Austern“-Bänke sowie Genehmigung zur Errichtung einer Fischereistation. Auf South East Island wurden drei Holzhäuser und ein Landungssteg gebaut, um für die nächsten zwei Jahre die Muschelbestände intensiv auszubeuten.:195–196 Die Lanikai setzte ihre Aktivitäten fort, aber im Oktober 1931 wurde die Fischereibasis aufgegeben und die verfallenden Gebäude 1942 von Landungstruppen des Zerstörers USS Preble (DD-345) aus strategischen Gründen verbrannt. Für die Suche nach Perlen fischte das Unternehmen geschätzte 150 000 Perlmuscheln aus der Lagune. Die Perlmutt-Schalen exportierte man zum amerikanischen Festland, um daraus Knöpfe für die Modeindustrie herzustellen. Die massenhafte Ausbeutung machte Schutzmaßnahmen für die Erhaltung und Entwicklung des Muschelbestandes notwendig und die Territorialregierung erließ im Mai 1929 ein Gesetz, das die Entnahme unter Strafe stellte.

### Wissenschaftler
Das United States Department of the Navy entsandte das in Honolulu stationierte Minensuchboot USS Whippoorwill (AM-35), um im Auftrag des US-Fischereibüros die Fisch- und Muschelbestände am Pearl an Hermes Atoll zu untersuchen. Mit an Bord war der Biologe Paul Simon Galtsoff (1887–1978) vom Marine Biological Laboratory in Woods Hole (Massachusetts), der sich auf die Erforschung von Austern (Ostreidae) spezialisiert hatte. Seine Beobachtungen deuteten darauf hin, dass die Population der Perlmuscheln am Pearl and Hermes Reef einen niedrigen Grenzwert erreicht hatte und höchst gefährdet war. Dieser Zustand war nicht auf natürliche Ursachen zurückzuführen, sondern das Resultat intensiver Perlen-Fischerei („The observations indicate that the pearl oyster population of the Pearl and Hermes reef has reached a low limit. These conditions are not due to natural causes but are the result of fishing operations.“).:39
Eine bedeutende biologische Forschungsreise war die Tanager-Expedition von 1923, ein Gemeinschaftsunternehmen des U.S. Biological Survey und des Bishop Museums in Honolulu, im Rahmen dessen Wissenschaftler verschiedener Disziplinen alle nordwestlichen Hawaii-Inseln aufsuchten. Logistische Unterstützung leistete die US Navy, die das Minensuchboot USS Tanager (AM-5) zur Verfügung stellte. Das Schiff erreichte Pearl and Hermes am 25. April 1923 und setzte am folgenden Tag eine Forschergruppe unter der Leitung des Ornithologen Alexander Wetmore auf Southeast Island ab. Unerwartet fanden die Wissenschaftler bei der Landung Kaninchendung und mussten feststellten, dass die Tiere im Büschelgras recht häufig anzutreffen waren. Wahrscheinlich stammten sie von der Insel Laysan, aber es blieb unbekannt, wer sie auf Pearl and Hermes eingeführt hatte. Die Forscher versuchten, die für die Umwelt problematischen Neophyten zu eliminieren und schossen ungefähr 90 Kaninchen. Am 27. April wechselte die Forschergruppe auf das nahe gelegene Grass Island und Seal Island. Die Tanager verließ das Pearl and Hermes Atoll am Nachmittag des 28. April und fuhr weiter nach Laysan.:43–47

### Pazifikkrieg
Am Vorabend des Pazifikkrieges nahmen die militärischen Aktivitäten am Pearl and Hermes Reef zu, zumal das Atoll in unmittelbarer Nähe der strategisch wichtigen Midwayinseln liegt. Die Lagune diente als Landeplatz für Flugboote und die Motus waren Ziel von Landungsübungen des USMC. Die bei der Naval Station Pearl Harbor auf Oahu stationierten Minensuchboote USS Lark (AM-21), USS Swan (AM-34), USS Quail (AM-15) und USS Oglala (CM-4) operierten auch als Seeflugzeugtender und suchten das Atoll in den 1930er Jahren mehrmals auf.:31 Im Oktober 1936 unterstützte die USS Avocet (AVP-4) Landungsübungen von Wasserflugzeugen und Landemanöver der USN Patrol Squadron Four. Im Gegensatz zur Nachbarinsel Midway blieb Pearl and Hermes für den Ablauf des Pazifikkrieges jedoch ohne Bedeutung.

### Havarien
Die Pearl und die Hermes waren nicht die einzigen Schiffe, die an dem niedrigen und erst auf kurze Entfernung erkennbaren Atoll verunglückten. Trotz moderner Navigation havarierten bis in die Neuzeit Schiffe an dem gefährlichen Riff.
1904 versank der japanische Schoner Wiji Maru von Lisiansky kommend mit einer Ladung Federn am Pearl and Hermes Atoll. Das Schiff war ein Totalschaden, aber die Mannschaft wurde gerettet.:143
Am 21. Dezember 1952 strandete die SS Quartette, ein 129 m langer Liberty-Frachter am östlichen Riff. Es gab keine Personenschäden, die Besatzung wurde am folgenden Tag von der SS Frontenac Victory evakuiert. Ein Bergungsversuch schlug fehl, das Schiff brach auseinander und versank.
Die MV Casitas, ein 44 m langes Forschungsschiff, das von der National Oceanic and Atmospheric Administration (NOAA) zur Beseitigung von Meeresmüll gechartert wurde, lief am 2. Juli 2005 am Pearl and Hermes Atoll auf Grund. An Bord befanden sich Fässer mit Benzin, Dieselkraftstoff in den Treibstofftanks sowie Schmieröl im Motor, den Lagern und Leitungen. Da eine erhebliche Gefahr für das Meeresschutzgebiet bestand, leiteten die US Coast Guard und Umweltschutzbehörden erfolgreiche Maßnahmen ein, um das Austreten von Öl in die Umwelt zu verhindern.

## Verwaltung
Das Pearl and Hermes Atoll gehört zur City and County of Honolulu im US-Bundesstaat Hawaii. Wie die anderen unbewohnten nordwestlichen Hawaii-Inseln ist es Teil des Papahānaumokuākea Marine National Monuments, des zweitgrößten Meeresschutzgebietes der Erde. Dessen Verwaltung liegt in der Verantwortung von vier Treuhändern: dem Bundesstaat Hawaii, dem United States Fish and Wildlife Service (USFWS), der National Oceanic and Atmospheric Administration (NOAA) und dem Office of Hawaiian Affairs (OHA), einer selbstverwalteten Körperschaft des Staates Hawaii.
Die Inseln sind unbewohnt, jegliche Infrastruktur fehlt. Außerdem sind sie schwer erreichbar, denn gibt keine Verkehrsverbindungen dorthin. Das Betreten bedarf der Erlaubnis, die nur für wissenschaftliche Zwecke erteilt wird.

## Name
Der amtliche Name ist „Pearl and Hermes Atoll“, auf älteren Karten auch „Pearl and Hermes Reef“ genannt. Anlässlich einer in den letzten Jahren entstandenen Bewegung zur Erhaltung und Erneuerung traditioneller hawaiischer Kultur beabsichtigt man die Wiedereinführung der mündlich tradierten, „alten“ Inselnamen. Für das Pearl and Hermes Atoll sind zwei hawaiische Namen bekannt, die als traditionell gelten: Manawai und Holoikauaua.
Manawai  (gesprochen: Mana-wai) ist ein Verb, das krumm, verbogen, niedergedrückt bedeutet. Der Begriff ist auch eine Nominalphrase, die als verzweigtes, verästeltes Wasser definiert werden kann. Der Wortbestandteil wai kann sich auch auf wailua, hawaiisch für Geist, Seele eines Verstorbenen beziehen.
In zahlreichen Fällen wurden mündlich überlieferte Ortsnamen falsch geschrieben, sodass sich ihre Bedeutung veränderte. Daher erhielt das Hawaiian Language Lexicon Committee (Kōmike Huaʻōlelo) der University of Hawaiʻi at Hilo 2017 den Auftrag, traditionelle Namen für die Hawaii-Inseln festzulegen. Das Komitee, bestehend aus meist älteren, hawaiianischen Muttersprachlern, wurde 1987 gegründet, um Wörter für Begriffe zu finden, die den Ureinwohnern unbekannt waren. Die Ausschussmitglieder einigten sich auf den einheimischen Namen Holoikauaua (gesprochen: Holo-ika-uaua) für das Pearl and Hermes Atoll.  Der Begriff bezeichnet ein hundeähnliches Tier – wahrscheinlich ist eine Mönchsrobbe gemeint – das im rauen Wasser schwimmt.
In älteren deutschen Veröffentlichungen liest man auch den Namen „Clarksriff“. Er bezieht sich auf Kapitän Clark vom Walfangschiff Pearl.